# H-IIB
H-IIB es el nombre de un tipo de cohetes espaciales japoneses propulsados por propelente líquido. Fue diseñado para lanzar el vehículo de transferencia H-II hacia la Estación Espacial Internacional y es capaz de enviar hasta 8 toneladas a órbita de transferencia geoestacionaria y 19 a órbita baja. Fue lanzado por primera vez el 10 de septiembre de 2009 a las 17:01 GMT, y su último lanzamiento fue el 20 de mayo de 2020 a las 17:31:00 UTC.

## Desarrollo
El H-IIB fue desarrollado conjuntamente por la agencia espacial JAXA y Mitsubishi Heavy Industries. Fue diseñado utilizando métodos y componentes ya desarrollados para el cohete H-IIA, reduciendo costes de desarrollo y riesgos y ahorrando tiempo de diseño. La JAXA se encargó del desarrollo preliminar, la preparación de la infraestructura terrestre y del desarrollo de las nuevas tecnologías necesarias, y Mitsubishi se encargó de la fabricación. Durante el desarrollo se realizaron ocho encendidos de prueba de los motores en despegues simulados.
El coste total del desarrollo fue de unos 27 mil millones de yenes.

## Características
H-IIB es un cohete de dos etapas. La primera utiliza oxígeno líquido e hidrógeno líquido como propelentes y usa cuatro cohetes aceleradores sólidos (denominados SRB-A, y a diferencia de los dos usados en el H-IIA) que utilizan polibutadieno como propelente. Utiliza dos motores LE-7 en lugar del único usado en el H-IIA. Además el diámetro de la primera etapa es de 5,2 m, contra los 4 m del H-IIA, y su altura es un metro superior. En total, el H-IIB contiene 1,7 veces más propelente que el H-IIA.
La segunda etapa está propulsada por un motor LE-5B

## Lanzamientos
| N° de vuelo | Variante | Fecha de lanzamiento (UTC)        | Lugar de lanzamiento | Carga útil                                                                                                 | Resultado | Notas |
| ----------- | -------- | --------------------------------- | -------------------- | --- | --------- | --- |
| TF1         | H-IIB    | 10 de septiembre de 2009 17:01:46 | LA-Y2, Tanegashima   | HTV-1 | Éxito     | Vuelo inaugural del H-IIB. |
| F2          | H-IIB    | 22 de enero de 2011 05:37:57      | LA-Y2, Tanegashima   | HTV-2 | Éxito     | |
| F3          | H-IIB    | 21 de julio de 2012 02:06:18      | LA-Y2, Tanegashima   | HTV-3 + 5 cubesats: Raiko We-Wish Niwaka TechEdSat F-1                                                     | Éxito     | Los cubesats transportados a la Estación Espacial fueron desplegados el 4 de octubre de 2012. |
| F4          | H-IIB    | 3 de agosto de 2013 19:48:46      | LA-Y2, Tanegashima   | HTV-4 Pico Dragon ArduSat-1 ArduSat-X TechEdSat-3p                                                         | Éxito     | Cubesats transportados a la ISS para su posterior despliegue. |
| F5          | H-IIB    | 19 de agosto de 2015 11:50:49     | LA-Y2, Tanegashima   | HTV-5 SERPENS S-CUBE Flock-2b x 14 GOMX-3 AAUSAT5                                                          | Éxito     | Cubesats transportados a la ISS para su posterior despliegue. |
| F6          | H-IIB    | 9 de diciembre de 2016 13:26:47   | LA-Y2, Tanegashima   | HTV-6 AOBA-Velox III TuPOD EGG ITF-2 STARS-C FREEDOM WASEDA-SAT3 OSNSAT Tancredo-1 TechEdSat-5 4 × Lemur-2 | Éxito     | Cubesats transportados a la ISS para su posterior despliegue. |
| F7          | H-IIB    | 22 de septiembre de 2018 17:52:27 | LA-Y2, Tanegashima   | HTV-7 SPATIUM-I RSP-00 STARS-Me                                                                            | Éxito     | Cubesats transportados a la ISS para su posterior despliegue. |
| F8          | H-IIB    | 24 de septiembre de 2019 16:05:05 | LA-Y2, Tanegashima   | HTV-8 NARSSCube-1 AQT-D RWASAT-1                                                                           | Éxito     | Cubesats transportados a la ISS para su posterior despliegue. El primer intento de lanzamiento, el 10 de septiembre de 2019, 21:33 UTC, se pospuso debido a un incendio en la plataforma de lanzamiento. |
| F9          | H-IIB    | 20 de mayo de 2020 17:31:00       | LA-Y2, Tanegashima   | HTV-9 | Éxito     | Lanzamiento final del H-IIB y el vehículo de transferencia H-II hacia la ISS. Ambos serán reemplazados por el H3 y el HTV-X respectivamente.                                                             |

## Galería
|                         |
| Familia de cohetes H-II |

|                                                                                  |
| Un cohete H-IIB en la plataforma de lanzamiento, para su octava misión a la ISS. |

|                                                                       |
| Vuelo inaugural del lanzador H-IIB, así como de la nave de carga HTV. |

|                                   |
| Modelo a escala del cohete H-IIB. |